# Jorge "Quenos" Rodríguez
Jorge Rodríguez, más conocido como Quenos, es un futbolista mexicano. Jugó para el Club Deportivo Guadalajara de 1946 a 1947 y de 1949 a 1950.

## Clubes
| Club        | País   | Año         |
| ----------- | ------ | ----------- |
| Guadalajara | México | 1946 - 1947 |
| Guadalajara | México | 1949 - 1950 |
| Atlas       | México | 1951 - 1956 |